# Ladislav Vácha
Ladislav Vácha (* 21. März 1899 in Brno; † 28. Juni 1943 in Zlín) war ein tschechischer Turner und Olympiasieger.
Er machte in Brünn eine Lehre als Maschinenschlosser und trat 1930 dem Sokol-Turnverband Brünn Nr. 1 bei. Er war ein vielseitiger Turner (neben Bodenturnen auch Barren, Reck und Ringe), pflegte aber auch die Leichtathletik als Läufer.
Er nahm dreimal an Olympischen Sommerspielen für die Tschechoslowakei teil. 1920 in Antwerpen wurde er Vierter im Mannschaftsmehrkampf, der einzigen Disziplin, für die er nominiert worden war. Bei den Olympischen Sommerspielen 1924 in Paris trat er bei allen neun Wettkämpfen im Gerätturnen an. Er gewann zweimal Bronze an den Ringen und im Tauhangeln. Bei seiner dritten Teilnahme 1928 in Amsterdam wurde er Olympiasieger am Barren und gewann zwei Silbermedaillen an den Ringen und im Mannschaftsmehrkampf.
Bei den Turn-Weltmeisterschaft 1926 in Lyon gehörte er zum Weltmeisterteam und belegte an den Ringen den zweiten, im Mehrkampfeinzel, am Reck und am Pferde jeweils einen dritten Platz. Bei den Turn-Weltmeisterschaften 1930 in Luxemburg gewann er die Bronzemedaille am Barren. In der Tschechoslowakei war er spätestens seit 1924 einer der bekanntesten Spitzensportler.
Seit 1926 arbeitete er als Techniker beim Schuhkonzern Baťa in Zlin und turnte im dortigen Sokol-Verein. 1930 beendete er seine aktive Sportlerkarriere und war in Zlin als Trainer im Nachwuchsbereich tätig.
Nach 1939 und nach dem Verbot des Sokol 1941 beteiligte er sich am Widerstand gegen die deutsche Okkupation und den Nationalsozialismus, ab 1943 auch als Leiter einer lokalen Gruppe. Am 25. März 1943 wurde Vácha von der Gestapo für mehrere Wochen inhaftiert. Zwei Monate nach seiner Freilassung starb er an den Folgen der Folterungen.